# Gitta Kutyniok
Gitta Kutyniok (né le 22 septembre 1972 à Bielefeld) est une mathématicienne appliquée et informaticienne allemande d'origine tchèque, connue pour ses recherches en analyse harmonique, détection compressée et traitement d'image. Elle est professeure Einstein (de) de mathématiques et professeure d'informatique et de génie électrique à l'université technique de Berlin. 

## Biographie
Kutyniok a fait ses études à Detmold puis elle obtient un diplôme de mathématiques et informatique à l'université de Paderborn en 1996. Elle prépare un doctorat en sciences naturelles à l'université de Paderborn et soutient une thèse, intitulée Time-Frequency Analysis on Locally Compact Groups en 2000, sous la direction d'Eberhard Kaniuth,.  
Elle occupe des postes temporaires successivement à l'université de Paderborn, au Georgia Institute of Technology, à l'université de Giessen, à l'université Washington de Saint-Louis, à l'université de Princeton, à l'université Stanford et à l'université Yale de 2000 à 2008. Elle obtient son habilitation à l'université de Giessen en 2008 et obtient un poste de professeure titulaire à l'université d'Osnabrück. Elle est nommée en 2011 professeure titulaire de la chaire Einstein à l'université technique de Berlin. En 2018, elle a ajouté des affiliations de courtoisie en informatique et ingénierie électrique à cette même université.  
Elle est professeure invitée à l'École polytechnique fédérale de Zurich et occupe un poste de professeur auxiliaire à l'université de Tromsø.

## Prix et distinctions
Kutyniok est élue membre de l'Académie des sciences humaines de Berlin-Brandebourg en 2016. En 2019, elle est élue fellow de la Society for Industrial and Applied Mathematics (SIAM) « pour ses contributions à l'analyse harmonique appliquée, à la détection compressée et aux sciences de l'imagerie ».  
En 2007 elle est lauréate du Prix von-Kaven décerné par la Fondation von Kaven avec le soutien de la Fondation allemande pour la recherche. Elle a été conférencière Emmy-Noether de la Société mathématique allemande en 2013 et est choisie comme conférencière plénière au huitième Congrès européen de mathématiques en 2020.

## Publications
Kutyniok est l'auteure du livre Affine Density in Wavelet Analysis (Springer, 2007). Elle a également édité ou co-édité plusieurs autres livres.

### Sélection d'articles
- H. Bölcskei, P. Grohs, G. Kutyniok, et P. Petersen, « Optimal Approximation with Sparsely Connected Deep Neural Networks », arXiv:1705.01714. .
- P. G. Casazza, G. Kutyniok, et S. Li, « Fusion frames and distributed processing », Appl. Comput. Harmon. Anal. 25 (2008), 114-132. .
- W. Dahmen, G. Kutyniok, W.Q. Lim, C. Schwab, et G. Welper, « Adaptive Anisotropic Petrov-Galerkin Methods for First Order Transport Equations », J. Comput. Appl. Math., 340 (2018), 191-220. .
- D. L. Donoho et G. Kutyniok, « Microlocal analysis of the geometric separation problem », Commun. Pure Appl. Math., 66 (2013), 1-47. .
- Y. Eldar et G. Kutyniok (dir.), Compressed Sensing: Theory and Applications, Cambridge University Press, 2012. .
- P. Grohs et G. Kutyniok, « Parabolic molecules », Found. Comput. Math., 14 (2014), 299-337. .
- P. Kittipoom, G. Kutyniok, et W.Q. Lim, « Construction of compactly supported shearlet frames », Constr. Approx., 35 (2012), 21-72. .
- G. Kutyniok and D. Labate, « Resolution of the wavefront set using continuous shearlets », Trans. Am. Math. Soc., 361 (2009), 2719-2754. .
- G. Kutyniok et W.Q Lim, « Optimal Compressive Imaging of Fourier Data », SIAM J. Imaging Sci., 11 (2018), 507-546. .
- G. Kutyniok, W.Q. Lim, et R. Reisenhofer, « Shearlab 3D: Faithful digital shearlet transforms based on compactly supported shearlets », ACM Trans. Math. Softw., 42 (2016), 5:1-5:42. .